# Plastic Tree
Plastic Tree – japoński zespół muzyczny założony w 1993 roku w Ichikawa w Japonii. Wydali swój pierwszy mini-album w grudniu 1995 roku. Muzyka, którą grają to j-rock.

## Historia
Zespół Plastic Tree, znany także jako PuraTuri (jap. プラトゥリ), powstał w grudniu 1993 roku. Na początku kariery często można było usłyszeć ich na żywo i widzieć rozdających swoje płyty demo. W 1995 roku wypuszczony został pierwszy mini-album pt. „Strange Fruits”, po dwukrotnej zmianie perkusisty.
Dwa lata później wypromowali debiutancki singiel „Wareta Mado” z Warner Music Japan.
W roku 2001 zakończył się kontrakt z Warner Music Japan, więc podpisali kolejny, tym razem ze Sweet Hart Records i wydali singiel „Chiriyuku Bokura”. Było to wtedy, gdy Takashi opuścił zespół i został zastąpiony przez Sasabuchiego Hiroshi, który pomógł przy albumie „Träumerei”.
W 2002 roku mieli krótką styczność z ATMARK CORPORATION, gdzie zrealizowali „Aoi Tori” oraz „Träumerei”.
Rok później, w 2003 roku wypuścili dwa single „Baka ni Natta no ni” oraz „Moshimo Piano Ga Hiketa Nara” miesiąc po miesiącu w wytwórni Sweet Hart Records.
W 2005 roku przeszli ze Sweet Hart Records do J-ROCK, będącą pod wytwórnią Universal Music. Wtedy też zmieniono adres ich oficjalnej strony, a fanklub „Sickroom” przemianowano na „Jellyfish Breed”, ponieważ często nazywano ich fanów kurage (jap. 海月), co po japońsku oznacza meduzę.
Pierwsza zagraniczna trasa koncertowa Plastic Tree miała miejsce w 2006 roku i nosiła nazwę „Chendelier Tour”. Zagrali koncerty między innymi we Francji, Niemczech i Finlandii. Tournée przewidywało także koncert w Meksyku, lecz został on odwołany. Trasa była tak udana, że rok później wrócili, by zagrać na niemieckim konwencie AnimagiC.
17 października 2008 roku w klubie Blue Note w Poznaniu odbył się ich pierwszy koncert w Polsce.

## Brzmienie
Na początku kariery ich muzyka była gniewna i ciężka. W miarę upływu czasu ich brzmienie wydawało się zmieniać i rozwijać z każdym nowym albumem. Dlatego też członkowie zespołu uważają, że nie można jednoznacznie określić typu muzyki, którą tworzą.

## Kontrowersje związane z nazwą zespołu
Powszechnie domyślano się, że nazwa zespołu pochodzi od piosenki Radiohead – Fake Plastic Trees. Ryuutarou twierdzi, że gdy mieli nazwać zespół to wraz z Tadashim przeprowadzili doświadczenie ze słowami. Chcieli zrobić połączenie czegoś sztucznego z naturalnym. Pomysły były różne, padło wreszcie na „Plastic Tree” i nazwa została zatwierdzona.
Chociaż ich nazwa nie pochodzi od piosenki Radiohead, to ten właśnie zespół ma na nich ogromny wpływ.

## Muzycy

### Obecny skład zespołu
- Ryuutarou Arimura (jap. 有村竜太朗 Arimura Ryuutarou) – wokal
- Tadashi Hasegawa (jap. 長谷川正 Hasegawa Tadashi) – gitara basowa
- Akira Nakayama (jap. 中山明 Nakayama Akira) – gitara
- Kenken Sato (jap. 佐藤 ケンケン Sato Kenken) – perkusja

### Byli członkowie zespołu
- KOJI – były perkusista
- SHIN – były perkusista (1993–1994)
- Takashi Oshoudani (jap. 大正谷隆 Oshoudani Takashi) – były perkusista (1994–2001)
- Hiroshi „Bucchi” Sasabuchi (jap. 笹渕啓史 Sasabuchi Hiroshi) – były perkusista (2002–2009)

## Dyskografia

### Albumy
- Kimyou no Kajitsu ~Strange Fruits~ (1995.12.11)
- HIDE and SEEK (1997.07.10)
- puppet show (1998.08.26)
- Parade (2000.08.23)
- Cut ~Early Songs Best Selection~ (2001.03.27)
- TRÄUMEREI (2002.09.21)
- Premium Best (2002.11.07)
- Shiro Chronicle (2003.10.22)
- cell. (2004.8.25)
- Best Album Shiro-ban (2005.10.26)
- Best Album Kuro-ban (2005.10.26)
- CHANDELIER (2006.06.28)
- Nega to Poji (2007.06.27)
- B-Men Gahou (2007.09.05)
- Utsusemi (2008.09.24)
- Gestalt Houkai (2009.08.26)
- Dona Dona (2009.12.23)
- ALL TIME THE BEST (greatest hits) (2010.07.07)
- Ammonite (2011.04.06)
- インク Ink (2012.12.12)

### Single
- Rira no Ki (1996.09.25)
- Wareta Madou (1997.06.25)
- Hontou no Uso (1998.02.15)
- Zetsubou no Oka (1998.06.25)
- Tremolo (1999.03.10)
- Sink (1999.08.25)
- Tsumetai Hikari (1999.12.10)
- Slide. (2000.04.19)
- Rocket (2000.07.12)
- Planetarium (2001.01.07)
- Chiriyuku Bokura (2001.09.14)
- Aoi Tori (2002.06.26)
- Baka ni Natta noni (2003.05.21)
- Mizuiro Boyfriend (2003.10.01)
- Yuki Hotaru (2004.01.12)
- Harusaki Sentimental (2004.03.10)
- Melancholic (2004.07.28)
- Sanbika (2005.05.11)
- Namae no nai Hana (2005.10.12)
- Ghost (2005.11.16)
- Kuuchuu buranko (2005.12.14)
- Namida Drop (2006.05.10)
- Spica (2007.01.23)
- Makka na Ito (2007.05.16)
- Alone Again, Wonderful World (2008.04.09)
- Replay/Dolly (2008.08.13)
- Fukurou (2009.6.10)
- Mirai Iro (2010.12.15)
- Joumyaku (2012.02.29)
- Kuchizuke (2012.06.20)
- Shion (2012.08.05)